# Lannapsyche
Lannapsyche is een geslacht van schietmotten van de familie Odontoceridae.

## Soorten
- L. bachoi H Malicky, 1995
- L. chantaramongkolae H Malicky, 1989
- L. setschuana H Malicky & P Chantaramongkol, 1995
- L. xylostelloides W Mey, 1997